# Ronan Keating
Ronan Patrick John Keating (Dublin, 3 maart 1977) is een Ierse zanger, bekend geworden als zanger van de boyband Boyzone.

## Biografie
Ronan was de zanger van Boyzone vanaf 1994. In 1999 begon hij een solocarrière. Ook was hij de bedenker en co-manager van Westlife. Keating presenteerde het Eurovisiesongfestival in 1997 en de MTV Europe Music Awards van 1997.
Keating is ook bekend van zijn juryoptredens in muziekprogramma's als The Voice en The X Factor. Hij was onder meer coach in het 6de en 7de seizoen van The Voice Kids UK, in het 5de en 14de seizoen van The Voice Australia en 13de seizoen van The Voice of Germany. Daarnaast was hij jurylid in het 2de tot en met 6de seizoen van The X Factor Australië.

## Privé
Hij trouwde op 30 april 1998 met Yvonne Connolly en het paar kreeg drie kinderen. In 2012 ging het koppel uiteen.
In augustus 2015 trouwde Keating met de Australische televisieproducente Storm Uechtritz.

## Discografie

### Albums
| Album met eventuele hitnotering(en) in de Nederlandse Album Top 100 | Datum van verschijnen | Datum van binnenkomst | Hoogste positie | Aantal weken | Opmerkingen   |
| ------------------------------------------------------------------- | --------------------- | --------------------- | --------------- | ------------ | ------------- |
| Ronan                                                               | 21-08-2000            | 26-08-2000            | 8               | 19           |               |
| Destination                                                         | 21-05-2002            | 01-06-2002            | 4               | 41           |               |
| Turn It On                                                          | 16-11-2003            | 29-11-2003            | 89              | 3            |               |
| 10 Years of Hits                                                    | 18-10-2004            | 23-10-2004            | 16              | 19           | Verzamelalbum |
| Bring You Home                                                      | 02-06-2006            | 10-06-2006            | 89              | 1            |               |
| Songs for My Mother                                                 | 13-03-2009            | 09-05-2009            | 8               | 6            |               |
| Winter Songs                                                        | 13-11-2009            | 12-12-2009            | 14              | 4            |               |
| Fires                                                               | 31-08-2012            | 08-09-2012            | 35              | 4            |               |
| Time of My Life                                                     | 2016                  | 20-02-2016            | 68              | 1            |               |

| Album met hitnotering(en) in de Vlaamse Ultratop 200 albums | Datum van verschijnen | Datum van binnenkomst | Hoogste positie | Aantal weken | Opmerkingen   |
| ----------------------------------------------------------- | --------------------- | --------------------- | --------------- | ------------ | ------------- |
| Ronan                                                       | 2000                  | 02-09-2000            | 15              | 12           |               |
| Destination                                                 | 2002                  | 08-06-2002            | 9               | 14           |               |
| 10 Years of Hits                                            | 2004                  | 05-03-2005            | 76              | 4            | Verzamelalbum |
| Songs for My Mother                                         | 2009                  | 09-05-2009            | 14              | 5            |               |
| Fires                                                       | 31-08-2012            | 15-09-2012            | 138             | 3            |               |
| Time of My Life                                             | 2016                  | 20-02-2016            | 71              | 2            |               |
| Twenty Twenty                                               | 2020                  | 01-08-2020            | 116             | 1            |               |

### Singles
| Single met eventuele hitnotering(en) in de Nederlandse Top 40 | Datum van verschijnen | Datum van binnenkomst | Hoogste positie | Aantal weken | Opmerkingen                                    |
| ------------------------------------------------------------- | --------------------- | --------------------- | --------------- | ------------ | ---------------------------------------------- |
| When You Say Nothing at All                                   | 30-08-1999            | 21-08-1999            | 5               | 17           | #5 in de Mega Top 100                          |
| Life Is a Rollercoaster                                       | 10-07-2000            | 05-08-2000            | 7               | 10           | Alarmschijf / #14 in de Mega Top 100           |
| The Way You Make Me Feel                                      | 21-11-2000            | 18-11-2000            | tip4            | -            | #69 in de Mega Top 100                         |
| Lovin' Each Day                                               | 21-04-2001            | 30-06-2001            | 23              | 7            | #29 in de Mega Top 100                         |
| If Tomorrow Never Comes                                       | 29-04-2002            | 04-05-2002            | 2               | 19           | #2 in de Mega Top 100                          |
| I Love It When We Do                                          | 29-09-2002            | 24-08-2002            | tip6            | -            | #2 in de Mega Top 100                          |
| We've Got Tonight                                             | 25-11-2002            | 04-01-2003            | 11              | 10           | met Lulu / #7 in de Mega Top 50                |
| The Long Goodbye                                              | 2003                  | 26-04-2003            | tip6            | -            |                                                |
| Lost for Words                                                | 03-11-2003            | 25-10-2003            | tip11           | -            |                                                |
| She Believes (In Me)                                          | 09-08-2003            | -                     |                 |              | #48 in de Mega Top 50                          |
| Last Thing on My Mind                                         | 24-05-2004            | -                     |                 |              | met LeAnn Rimes / #86 in de B2B Single Top 100 |
| I Hope You Dance                                              | 04-10-2004            | -                     |                 |              | #84 in de B2B Single Top 100                   |
| Father and Son                                                | 13-12-2004            | 15-01-2005            | tip14           | -            | met Yusuf                                      |

| Single met hitnotering(en) in de Vlaamse Ultratop 50 | Datum van verschijnen | Datum van binnenkomst | Hoogste positie | Aantal weken | Opmerkingen      |
| ---------------------------------------------------- | --------------------- | --------------------- | --------------- | ------------ | ---------------- |
| When You Say Nothing at All                          | 1999                  | 28-08-1999            | 3               | 20           |                  |
| Life Is a Rollercoaster                              | 2000                  | 26-08-2000            | 24              | 7            |                  |
| The Way You Make Me Feel                             | 2000                  | 09-12-2000            | tip2            | -            |                  |
| Lovin' Each Day                                      | 2001                  | 19-05-2001            | 39              | 4            |                  |
| If Tomorrow Never Comes                              | 2002                  | 11-05-2002            | 4               | 19           |                  |
| I Love It When We Do                                 | 2002                  | 07-09-2002            | tip6            | -            |                  |
| We've Got Tonight                                    | 2002                  | 14-12-2002            | 14              | 14           | met Lulu         |
| The Long Goodbye                                     | 2003                  | 24-05-2003            | tip4            | -            |                  |
| Lost for Words                                       | 2003                  | 15-11-2003            | tip14           | -            |                  |
| She Believes (In Me)                                 | 2004                  | 06-03-2004            | tip4            | -            |                  |
| Father and Son                                       | 2004                  | 05-02-2005            | tip2            | -            | met Yusuf        |
| Iris                                                 | 2006                  | 17-06-2006            | tip18           | -            |                  |
| Fires                                                | 2012                  | 25-08-2012            | tip35           | -            |                  |
| One of a Kind                                        | 2020                  | 22-02-2020            | tip             | -            | met Emeli Sandé  |
| Forever and Ever, Amen                               | 2021                  | 27-03-2021            | tip             | -            | met Shania Twain |

### NPO Radio 2 Top 2000
| Nummers met noteringen in de NPO Radio 2 Top 2000 | '01  | '02 | '03  | '04 | '05  | '06  | '07  | '08  | '09  | '10  | '11  | '12  | '13  | '14  | '15  | '16 | '17  | '18  | '19  | '20  | '21  | '22  | '23  | '24  |
| ------------------------------------------------- | ---- | --- | ---- | --- | ---- | ---- | ---- | ---- | ---- | ---- | ---- | ---- | ---- | ---- | ---- | --- | ---- | ---- | ---- | ---- | ---- | ---- | ---- | ---- |
| If Tomorrow Never Comes                           | ×    | -   | 1316 | 853 | 1058 | 1103 | 1435 | 1230 | 1491 | 1451 | 1430 | 1899 | 1965 | -    | -    | -   | -    | -    | -    | -    | -    | -    | -    | -    |
| When You Say Nothing at All                       | 1112 | 653 | 746  | 870 | 864  | 1030 | 1215 | 958  | 1120 | 1300 | 1175 | 1392 | 1351 | 1455 | 1636 | -   | 1998 | 1600 | 1512 | 1407 | 1566 | 1702 | 1795 | 1781 |

1. ↑  Een '-' betekent dat het nummer niet was genoteerd, een '×' betekent dat het nummer nog niet was uitgebracht en een vetgedrukt getal geeft de hoogste notering van een nummer aan.
2. ↑  2001 was het eerste jaar met een notering voor Ronan Keating.